# Frank Wess
Frank Wess (4. ledna 1922 Kansas City, Missouri, USA – 30. října 2013) byl americký jazzový saxofonista a flétnista. Ve svých devatenácti letech začal hrát v big bandu ale jeho kariéru přerušila druhá světová válka. Po skončení války začal hrát v orchestru Billyho Eckstinea. Od roku 1953 hrál v big bandu Count Basieho. Později vydal několik alb pod svým jménem a hrál s mnoha dalšími hudebníky, mezi které patřili Gene Ammons, Bobby Hutcherson, Milt Jackson, Thad Jones, Yusef Lateef, Zoot Sims, Billy Taylor nebo Elvin Jones. V roce 2007 získal ocenění NEA Jazz Masters. Zemřel v roce 2013 na selhání ledvin ve svých jedenadevadesáti letech.